# Vaughan Coveny
Vaughan Barry Coveny (Wellington, 13 de dezembro de 1971) é um ex-futebolista e treinador de futebol neozelandês que jogava como atacante.

## Carreira
Em sua carreira, iniciada em 1990 no Waterside Karori, teve maior identificação com o South Melbourne, clube onde atuou em 290 jogos em três passagens (1995-2004, 2005-06 e 2007-09), marcando 101 gols. 
Jogou também por Miramar Rangers, Melbourne Knights, Wollongong Wolves, Essendon Royals, Newcastle Jets e Wellington Phoenix. 
Chegou a encerrar a carreira em 2009 para comandar o South Melbourne, voltando a jogar em 2011 no Essendon United, pendurando as chuteiras em definitivo após 2 jogos e 2 gols marcados. Seu último trabalho foi como auxiliar-técnico do Melbourne Victory Youth.

## Seleção Neozelandesa
Pela Seleção Neozelandesa, Coveny disputou 64 partidas em 14 anos de carreira internacional (1992-2006), marcando 28 gols (é o maior artilheiro dos All Whites). Foi o atleta com mais jogos pela Nova Zelândia até 2009, quando foi ultrapassado pelo zagueiro Ivan Vicelich.

## Títulos
Nova Zelândia
- Copa das Nações da OFC de 1998